# Afrochoerodon kisumuensis
Afrochoerodon kisumuensis és una espècie extinta de mamífer proboscidi de la família dels querolofodòntids que visqué a Àfrica durant el Miocè inferior a mitjà. Se n'han trobat restes fòssils al nord, l'est i el sud del continent. Tenia el crani alt i curt. Els ullals superiors eren gruixuts, amb un diàmetre de 9 cm. Es nodria d'herba en zones obertes.
Es tracta de l'única espècie del gènere Afrochoerodon, que anteriorment també contenia l'espècie actualment coneguda com a Choerolophodon zaltaniensis.